# Хенкин, Игорь Борисович
Игорь Борисович Хенкин (род. 21 марта 1968, Владимир) — немецкий шахматист, гроссмейстер (1992).
Чемпион Германии 2011 года.
В составе сборной Германии участник 2-х Олимпиад (2008 и 2012), 9-го командного чемпионата мира (2013) в Анталии и 2-х командных чемпионатов Европы (2009, 2013).

## Изменения рейтинга
| Графики недоступны из-за технических проблем. См. информацию на Фабрикаторе и на mediawiki.org. |